# Copa del Presidente de la República de Fútbol 1936
La Copa del Presidente de la República de Fútbol 1936 fue la trigésimo cuarta edición en el palmarés del Campeonato de España de este deporte y la última antes de la guerra civil española.

## Clasificación
Los equipos campeones y subcampeones de los torneos regionales, así como el campeón de liga, el Athletic Club en este caso pasaban directamente a octavos de final, el resto de equipos jugaban unas rondas previas para ocupar los restantes 6 puestos del cuadro de competición. 
| Copa Vasca         |  | Arenas de Getxo |  | Athletic Club     |
| Campeonato Centro  |  | Madrid FC       |  | Zaragoza FC       |
| Copa Cataluña      |  | F.C. Barcelona  |  | Girona FC         |
| Cam. Astur-Gallego |  | Oviedo FC       |  | Celta de Vigo     |
| Campeonato Levante |  | Murcia FC       |  | Hércules CF       |
| Campeonato Sur     |  | Sevilla FC      |  | Xerez Fútbol Club |

| Atlético Osasuna   | CD Español          |
| Athletic de Madrid | Racing de Santander |
| Valencia FC        |                     |

### Fase de grupos

#### Equipos clasificados
| Provenientes de los Campeonatos regionales 1.ª División | Provenientes de los Campeonatos regionales 1.ª División | Provenientes de los Campeonatos regionales 1.ª División | Provenientes de los Campeonatos regionales 1.ª División |                       |  |                   |  |                    |  |
| ------------------------------------------------------- | ------------------------------------------------------- | ------------------------------------------------------- | ------------------------------------------------------- | --------------------- |  | ----------------- |  | ------------------ |  |
| Copa Vasca                                              |                                                         | Unión de Irún                                           |                                                         | Barakaldo FC          |  | Donostia FC       |  |                    |  |
| Campeonato Centro                                       |                                                         | Club Deportivo Nacional de Madrid                       |                                                         | Valladolid FC         |  |                   |  |                    |  |
| Copa Cataluña                                           |                                                         | FC Badalona                                             |                                                         | CE Sabadell FC        |  | CE Jupiter        |  |                    |  |
| Campeonato de Galicia                                   |                                                         | US Vigo                                                 |                                                         | Sporting de Gijón     |  | Stadium Avilesino |  | Deportivo          |  |
| Campeonato Levante                                      |                                                         | Levante FC                                              |                                                         | Gimnástico Valencia   |  | Elche FC          |  |                    |  |
| Campeonato Sur                                          |                                                         | Betis                                                   |                                                         | Recreativo de Granada |  | CD Malacitano     |  | SCyD Mirandilla FC |  |

| Copa Vasca            |  | SD Erandio        |
| Centro                |  | UD Salamanca      |
| Copa Cataluña         |  | EC Granollers     |
| Campeonato de Galicia |  | Club Lemos        |
| Levante               |  | Cartagena FC      |
| Sur                   |  | Racing FC Córdoba |

| Baleares     |  | CD Mallorca          |
| Canarias     |  | Unión de Tenerife CF |
| Norte África |  | Club Atlético Tetuán |

#### Resultados
| Pos | GRUPO I                |    |  |
| --- | ---------------------- | -- |  |
| 1   | Deportivo de La Coruña | 7  |  |
| 2   | Club Lemos             | 3  |  |
| 3   | Unión Sportiva Vigo    | 2  |  |
| 4   | Stadium Avilesino      | np |  |

| Pos | GRUPO II                  |   |  |
| --- | ------------------------- | - |  |
| 1   | Sporting de Gijón         | 8 |  |
| 2   | Valladolid                | 6 |  |
| 3   | Club Deportivo Nacional   | 5 |  |
| 4   | Unión Deportiva Salamanca | 3 |  |

| Pos | GRUPO III                  |   |  |
| --- | -------------------------- | - |  |
| 1   | Barakaldo FC               | 7 |  |
| 2   | Sociedad Deportiva Erandio | 7 |  |
| 3   | Donostia FC                | 4 |  |
| 4   | Unión de Irún              | 4 |  |

| Pos | GRUPO IV                  |   |  |
| --- | ------------------------- | - |  |
| 1   | Club Esportiu Sabadell FC | 9 |  |
| 2   | Centre Esportiú Jupiter   | 7 |  |
| 3   | FC Badalona               | 4 |  |
| 4   | Esport Club Granollers    | 4 |  |

| Pos | GRUPO V            |    |  |
| --- | ------------------ | -- |  |
| 1   | Levante FC         | 6  |  |
| 2   | Gimnático Valencia | 4  |  |
| 3   | Cartagena FC       | 2  |  |
| 4   | Elche              | np |  |

| Pos | GRUPO VI                            |   |  |
| --- | ----------------------------------- | - |  |
| 1   | CD Malacitano                       | 9 |  |
| 2   | Soc Cultural y Deportiva Mirandilla | 7 |  |
| 3   | Recreativo Granada                  | 6 |  |
| 4   | Racing Córdoba                      | 3 |  |

| Pos | GRUPO VII         |   |  |
| --- | ----------------- | - |  |
| 1   | Athletic Tetuán   | 4 |  |
| 2   | Unión de Tenerife | 0 |  |
|     |                   |   |  |

## Rondas de clasificación

### 1.ª Ronda
| Equipo local ida | Equipo visitante ida | Ida   | Vuelta | Suma Total | Des.  |
| ---------------- | -------------------- | ----- | ------ | ---------- | ----- |
| Deportivo        | Sporting de Gijón    | 5 - 1 | 0 - 4  | 5 - 5      | 0 - 2 |
| Levante FC       | Barakaldo FC         |       |        |            | 0 - 1 |
| CD Mallorca      | CE Sabadell FC       | 2 - 1 | 1 - 4  | 3 - 5      |       |
| Atlético Tetuán  | CD Malacitano        | 2 - 2 | 0 - 3  | 2 - 5      |       |

### 2.ª Ronda
| Equipo local ida | Equipo visitante ida | Ida   | Vuelta | Suma Total | Des. |
| ---------------- | -------------------- | ----- | ------ | ---------- | ---- |
| Barakaldo FC     | Sporting de Gijón    | 3 - 2 | 0 - 2  | 3 - 4      |      |
| CE Sabadell FC   | CD Malacitano        | 2 -1  | 1 - 1  | 3 - 2      |      |

### 3.ª Ronda
| Equipo local ida  | Equipo visitante ida | Ida   | Vuelta | Suma Total | Des.  |
| ----------------- | -------------------- | ----- | ------ | ---------- | ----- |
| Sporting de Gijón | Athletic de Madrid   | 5 - 1 | 3 - 2  | 8 - 3      |       |
| CD Español        | Valencia FC          | 1 - 0 | 3 - 4  | 4 - 4      | 3 - 2 |
| Betis             | CE Sabadell FC       | 3 - 0 | 1 - 1  | 4 - 1      |       |
| Atlético Osasuna  | Racing de Santander  | 5 - 1 | 2 - 0  | 7 - 1      |       |

Clasificados para octavos: Sporting, CD Español, Betis y Osasuna

## Cuadro Final
|  | Octavos de final       | Octavos de final       | Octavos de final       |                  |   | Cuartos de final     | Cuartos de final     | Cuartos de final     |  |  | Semifinales              | Semifinales              | Semifinales              |  |  | Final       | Final       | Final       |
|  | 8 de mayo - 15 de mayo | 8 de mayo - 15 de mayo | 8 de mayo - 15 de mayo |                  |   | 22 mayo - 29 de mayo | 22 mayo - 29 de mayo | 22 mayo - 29 de mayo |  |  | 5 de junio - 12 de junio | 5 de junio - 12 de junio | 5 de junio - 12 de junio |  |  | 21 de junio | 21 de junio | 21 de junio |
|  |                        |                        |                        |                  |   |                      |                      |                      |  |  |                          |                          |                          |  |  |             |             |             |
|  |                        |                        |                        |                  |   |                      |                      |                      |  |  |                          |                          |                          |  |  |             |             |             |
|  |                        |                        |                        |                  |   |                      |                      |                      |  |  |                          |                          |                          |  |  |             |             |             |
|  | Girona FC              | 1                      | 2                      |                  |   |                      |                      |                      |  |  |                          |                          |                          |  |  |             |             |             |
|  | Girona FC              | 1                      | 2                      |                  |   |                      |                      |                      |  |  |                          |                          |                          |  |  |             |             |             |
|  | Betis                  | 2                      | 3                      |                  |   |                      |                      |                      |  |  |                          |                          |                          |  |  |             |             |             |
|  | Betis                  | 2                      | 3                      | Betis            | 0 | 1                    |                      |                      |  |  |                          |                          |                          |  |  |             |             |             |
|  |                        |                        |                        |                  | 0 | 1                    |                      |                      |  |  |                          |                          |                          |  |  |             |             |             |
|  |                        | Atlético Osasuna       | 0                      | 3                |   |                      |                      |                      |  |  |                          |                          |                          |  |  |             |             |             |
|  | Atlético Osasuna       | Atlético Osasuna       | 0                      | 3                | 5 | 4                    |                      |                      |  |  |                          |                          |                          |  |  |             |             |             |
|  | Atlético Osasuna       |                        |                        |                  | 5 | 4                    |                      |                      |  |  |                          |                          |                          |  |  |             |             |             |
|  | Oviedo FC              | 1                      | 5                      |                  |   |                      |                      |                      |  |  |                          |                          |                          |  |  |             |             |             |
|  | Oviedo FC              | 1                      | 5                      | Atlético Osasuna | 4 | 1                    |                      |                      |  |  |                          |                          |                          |  |  |             |             |             |
|  |                        |                        |                        |                  | 4 | 1                    |                      |                      |  |  |                          |                          |                          |  |  |             |             |             |
|  |                        | F.C. Barcelona         | 2                      | 7                |   |                      |                      |                      |  |  |                          |                          |                          |  |  |             |             |             |
|  | CD Español             | F.C. Barcelona         | 2                      | 7                | 3 | 3                    |                      |                      |  |  |                          |                          |                          |  |  |             |             |             |
|  | CD Español             |                        |                        |                  | 3 | 3                    |                      |                      |  |  |                          |                          |                          |  |  |             |             |             |
|  | Xerez Fútbol Club      | 0                      | 3                      |                  |   |                      |                      |                      |  |  |                          |                          |                          |  |  |             |             |             |
|  | Xerez Fútbol Club      | 0                      | 3                      | CD Español       | 2 | 0                    |                      |                      |  |  |                          |                          |                          |  |  |             |             |             |
|  |                        |                        |                        |                  | 2 | 0                    |                      |                      |  |  |                          |                          |                          |  |  |             |             |             |
|  |                        | F.C. Barcelona         | 1                      | 3                |   |                      |                      |                      |  |  |                          |                          |                          |  |  |             |             |             |
|  | Sporting de Gijón      | F.C. Barcelona         | 1                      | 3                | 0 | 0                    |                      |                      |  |  |                          |                          |                          |  |  |             |             |             |
|  | Sporting de Gijón      |                        |                        |                  | 0 | 0                    |                      |                      |  |  |                          |                          |                          |  |  |             |             |             |
|  | F.C. Barcelona         | 0                      | 4                      |                  |   |                      |                      |                      |  |  |                          |                          |                          |  |  |             |             |             |
|  | F.C. Barcelona         | 0                      | 4                      | F.C. Barcelona   | 1 |                      |                      |                      |  |  |                          |                          |                          |  |  |             |             |             |
|  |                        |                        |                        |                  | 1 |                      |                      |                      |  |  |                          |                          |                          |  |  |             |             |             |
|  |                        | Madrid FC              | 2                      |                  |   |                      |                      |                      |  |  |                          |                          |                          |  |  |             |             |             |
|  | Madrid FC              | Madrid FC              | 2                      | 2                | 1 |                      |                      |                      |  |  |                          |                          |                          |  |  |             |             |             |
|  | Madrid FC              |                        |                        |                  | 1 |                      |                      |                      |  |  |                          |                          |                          |  |  |             |             |             |
|  | Arenas de Getxo        | 1                      | 2                      |                  |   |                      |                      |                      |  |  |                          |                          |                          |  |  |             |             |             |
|  | Arenas de Getxo        | 1                      | 2                      | Madrid FC        | 2 | 1                    |                      |                      |  |  |                          |                          |                          |  |  |             |             |             |
|  |                        |                        |                        |                  | 2 | 1                    |                      |                      |  |  |                          |                          |                          |  |  |             |             |             |
|  |                        | Athletic de Bilbao     | 1                      | 0                |   |                      |                      |                      |  |  |                          |                          |                          |  |  |             |             |             |
|  | Celta de Vigo          | Athletic de Bilbao     | 1                      | 0                | 0 | 4                    |                      |                      |  |  |                          |                          |                          |  |  |             |             |             |
|  | Celta de Vigo          |                        |                        |                  | 0 | 4                    |                      |                      |  |  |                          |                          |                          |  |  |             |             |             |
|  | Athletic de Bilbao     | 6                      | 1                      |                  |   |                      |                      |                      |  |  |                          |                          |                          |  |  |             |             |             |
|  | Athletic de Bilbao     | 6                      | 1                      | Madrid FC        | 7 | 1                    |                      |                      |  |  |                          |                          |                          |  |  |             |             |             |
|  |                        |                        |                        |                  | 7 | 1                    |                      |                      |  |  |                          |                          |                          |  |  |             |             |             |
|  |                        | Hércules de Alicante   | 0                      | 2                |   |                      |                      |                      |  |  |                          |                          |                          |  |  |             |             |             |
|  | Murcia FC              | Hércules de Alicante   | 0                      | 2                | 2 | 0                    |                      |                      |  |  |                          |                          |                          |  |  |             |             |             |
|  | Murcia FC              |                        |                        |                  | 2 | 0                    |                      |                      |  |  |                          |                          |                          |  |  |             |             |             |
|  | Zaragoza FC            | 0                      | 3                      |                  |   |                      |                      |                      |  |  |                          |                          |                          |  |  |             |             |             |
|  | Zaragoza FC            | 0                      | 3                      | Zaragoza FC      | 1 | 0                    |                      |                      |  |  |                          |                          |                          |  |  |             |             |             |
|  |                        |                        |                        |                  | 1 | 0                    |                      |                      |  |  |                          |                          |                          |  |  |             |             |             |
|  |                        | Hércules de Alicante   | 1                      | 3                |   |                      |                      |                      |  |  |                          |                          |                          |  |  |             |             |             |
|  | Sevilla FC             | Hércules de Alicante   | 1                      | 3                | 3 | 2                    |                      |                      |  |  |                          |                          |                          |  |  |             |             |             |
|  | Sevilla FC             |                        |                        |                  | 3 | 2                    |                      |                      |  |  |                          |                          |                          |  |  |             |             |             |
|  | Hércules de Alicante   | 1                      | 4                      |                  |   |                      |                      |                      |  |  |                          |                          |                          |  |  |             |             |             |

1. ↑  eliminatoria a partido único
2. ↑  desempate Madrid, 21 Mayo 6-1
3. ↑  desempate Madrid, 19 Mayo 0-2

### Final
La final del torneo fue disputada por el  Madrid FC y el F.C. Barcelona. Se disputó a partido único en el Estadio de Mestalla de Valencia el día 21 de junio de 1936, menos de un mes antes de la sublevación militar-falangista en contra de la II República y el inicio de la guerra civil. Fue el último partido del mítico portero Ricardo Zamora, el resultado final de 2  a 1 fue en gran medida gracias a él, que realizó una parada imposible a un tiro de Escolá con tiempo reglamentario casi cumplido, lo que significó la victoria de los blancos por séptima vez en esta competición.
| 1  | PO | Ricardo Zamora |  |
| 2  | DF | Ciriaco        |  |
| 3  | DF | Quincoces      |  |
| 4  | MC | Pedro Regueiro |  |
| 5  | MC | Bonet          |  |
| 6  | MC | Sauto          |  |
| 7  | DE | Eugenio        |  |
| 8  | DE | Luis Regueiro  |  |
| 9  | DE | Sañudo         |  |
| 10 | DE | Lecue          |  |
| 11 | DE | Emilín         |  |
| DT | DT | Paco Bru       |  |

| 1  | PO | Iborra            |  |  |
| 2  | DF | Areso             |  |  |
| 3  | DF | Bayo              |  |  |
| 4  | MC | Argemí            |  |  |
| 5  | MC | Franco            |  |  |
| 6  | MC | Balmanya          |  |  |
| 7  | DE | Vantolrà          |  |  |
| 8  | DE | Raich             |  |  |
| 9  | DE | Escolà            |  |  |
| 10 | DE | Fernández         |  |  |
| 11 | DE | Munlloch          |  |  |
| DT | DT | Patrick O'Connell |  |  |

| Eugenio | 1-0 |
| Lecue   | 2-0 |
| Escolà  | 2-1 |

| Árbitro:        | Ostalé |
| Jueces de línea |        |
|                 |        |
|                 |        |

| 1  | PO | Ricardo Zamora |  |
| 2  | DF | Ciriaco        |  |
| 3  | DF | Quincoces      |  |
| 4  | MC | Pedro Regueiro |  |
| 5  | MC | Bonet          |  |
| 6  | MC | Sauto          |  |
| 7  | DE | Eugenio        |  |
| 8  | DE | Luis Regueiro  |  |
| 9  | DE | Sañudo         |  |
| 10 | DE | Lecue          |  |
| 11 | DE | Emilín         |  |
| DT | DT | Paco Bru       |  |

| 1  | PO | Iborra            |  |  |
| 2  | DF | Areso             |  |  |
| 3  | DF | Bayo              |  |  |
| 4  | MC | Argemí            |  |  |
| 5  | MC | Franco            |  |  |
| 6  | MC | Balmanya          |  |  |
| 7  | DE | Vantolrà          |  |  |
| 8  | DE | Raich             |  |  |
| 9  | DE | Escolà            |  |  |
| 10 | DE | Fernández         |  |  |
| 11 | DE | Munlloch          |  |  |
| DT | DT | Patrick O'Connell |  |  |

| Eugenio | 1-0 |
| Lecue   | 2-0 |
| Escolà  | 2-1 |

| Árbitro:        | Ostalé |
| Jueces de línea |        |
|                 |        |
|                 |        |

|                              |
| Campeón MADRID FOOTBALL CLUB |
| Séptimo título               |

| Predecesor: Copa del Presidente de la República 1935 | Copa del Presidente de la República 1936 | Sucesor: Copa Presidente de la República 1937 |

- Datos: Q1130616